# Nikolaj Novosjolov
Nikolaj Novosjolov (* 9. června 1980 Haapsalu, Sovětský svaz) je estonský sportovní šermíř, který se specializuje na šerm kordem. Estonsko reprezentuje v mužích od počátku nového tisíciletí. V roce 2000 sbíral zkušenosti na svých prvních olympijských hrách vedle Kaida Kaabermy. Na mezinárodní úrovni se začal prosazovat teprve od roku 2008. V roce 2010 a 2013 získal titul mistra světa mezi jednotlivci. Na olympijských hrách v roce 2012 však neprošel přes úvodní kolo. S estonským družstvem kordistů získal druhé místo na mistrovství světa v roce 2001 a na mistrovství Evropy v roce 2015.